# Okręg wyborczy nr 1 (Malta)
Okręg wyborczy nr 1 – okręg wyborczy na Malcie. Został ustanowiony w 1921 roku. Jego granice zmieniały się wiele razy, ale obecnie składa się z miejscowości Valletta, Floriana, Ħamrun, Marsa, Pieta i Santa Venera.

## Przedstawiciele

### 1889–1921: 1 mandat
| Data | Przedstawiciel    |
| ---- | ----------------- |
| 1889 | Sigismondo Savona |
| 1898 | C. Bugeli         |
| 1899 | Andrè Pullicino   |
| 1915 | Ċikku Azzopardi   |
| 1917 | Andrè Pullicino   |

### 1921–obecnie: 5 mandatów
| Wybory | Przedstawiciele               | Przedstawiciele      | Przedstawiciele             | Przedstawiciele              | Przedstawiciele             | Przedstawiciele           | Przedstawiciele           | Przedstawiciele           | Przedstawiciele     | Przedstawiciele     |
| ------ | ----------------------------- | -------------------- | --------------------------- | ---------------------------- | --------------------------- | ------------------------- | ------------------------- | ------------------------- | ------------------- | ------------------- |
| 1921   |                               | Edgardo Arrigo (UPM) |                             | Alfred Gera De Petri (Kons.) |                             | Giovanni Adami (UPM)      |                           | Ugo Pasquale Mifsud (UPM) | 4 mandaty 1921–1932 | 4 mandaty 1921–1932 |
| 1924   |                               | Carlo Mallia (DNP)   | Edoardo L. Galea (UPM)      | Alfred Gera De Petri (Kons.) |                             | Robert V. Galea (Kons.)   |                           |                           | 4 mandaty 1921–1932 | 4 mandaty 1921–1932 |
| 1927   | Robert Galea (Kons.)          | Carlo Mallia (DNP)   |                             | Alfred Gera De Petri (Kons.) | Ugo Pasquale Mifsud (PN)    |                           |                           |                           | 4 mandaty 1921–1932 | 4 mandaty 1921–1932 |
| 1932   | A. Gera De Petri (Kons.)      | Carlo Mallia (DNP)   |                             | Giuseppi Hyzler (PN)         | Ugo Pasquale Mifsud (PN)    |                           | Ugo Pasquale Mifsud (PN)  |                           |                     |                     |
| 1939   |                               | Paul Boffa (PP)      | Gerald Strickland (Kons.)   | Giorgio Borg Olivier (PN)    | Ugo Pasquale Mifsud (PN)    |                           | Ugo Pasquale Mifsud (PN)  |                           |                     |                     |
| 1945   | Dom Mintoff (PP)              |                      | John Raimondo (PP)          |                              | Joseph Cassar (PP)          |                           | Karmenu Vassallo (PP)     | Paul Boffa (PP)           |                     |                     |
| 1947   | Bertram Camilleri (PP)        | Guze Ellul (PP)      | Guze Miceli (PP)            |                              | Joseph Hyzler (DAP)         | Enrico Mizzi (PN)         |                           |                           |                     |                     |
| 1950   | Dom Mintoff (PP)              |                      | Joseph Anthony Miceli (MWP) |                              | R.V. Galea (Kons.)          | Enrico Mizzi (PN)         |                           | Giorgio De Giorgio (PN)   |                     |                     |
| 1951   | Fanny Attard Bezzina (PP)     |                      | Joseph Salinos (PP)         |                              | George De Giorgio (PN)      | Robert Borg (PN)          | Giorgio Borg Olivier (PN) |                           |                     |                     |
| 1953   | Dom Mintoff (PP)              |                      | Joseph Salinos (PP)         | Paul Boffa (MWP)             | Paolo Pace (PN)             |                           | Giorgio Borg Olivier (PN) |                           |                     |                     |
| 1955   | Cikku Bonaci (PP)             |                      | Joseph Salinos (PP)         | Henry Sacco (PP)             | Paolo Pace (PN)             | Benedict Camilleri (PN)   |                           |                           |                     |                     |
| 1962   | Joseph Micallef Stafrace (PP) | Dom Mintoff (PP)     |                             | Herbert Ganado (DNP)         | Paolo Pace (PN)             | Benny Camilleri (PN)      |                           |                           |                     |                     |
| 1966   | Joseph Micallef Stafrace (PP) | Dom Mintoff (PP)     |                             | Emanuel Bonnici (PN)         | Paolo Pace (PN)             | Giorgio Borg Olivier (PN) |                           |                           |                     |                     |
| 1971   | Joseph Micallef Stafrace (PP) | Joseph Brincat (PP)  | Herman Farrugia (PN)        | Emanuel Bonnici (PN)         |                             | Giorgio Borg Olivier (PN) |                           |                           |                     |                     |
| 1976   | Danny Cremona (PP)            | Joseph Brincat (PP)  | Herman Farrugia (PN)        | Emanuel Bonnici (PN)         | John J. Borg (PP)           |                           |                           |                           |                     |                     |
| 1981   | Danny Cremona (PP)            | Joseph Brincat (PP)  | Herman Farrugia (PN)        | Emanuel Bonnici (PN)         | Dom Mintoff (PP)            |                           |                           |                           |                     |                     |
| 1987   | Joe Grima (PP)                | Joseph Brincat (PP)  |                             | Emanuel Bonnici (PN)         | Karmenu Mifsud Bonnici (PP) | Ray Bondin (PN)           |                           |                           |                     |                     |
| 1992   | Sandro Schembri Adami (PP)    |                      | Guido de Marco (PN)         | Antoine Mifsud Bonnici (PN)  | Karmenu Mifsud Bonnici (PP) | Louis Cuschieri (PN)      |                           |                           |                     |                     |
| 1996   | Josè Herrera (PP)             |                      | Alfred Sant (PP)            | Antoine Mifsud Bonnici (PN)  |                             | Austin Gatt (PN)          | Jean Pierre Farrugia (PN) |                           |                     |                     |
| 1998   | Josè Herrera (PP)             |                      | Alfred Sant (PP)            | Antoine Mifsud Bonnici (PN)  |                             | Austin Gatt (PN)          | Jean Pierre Farrugia (PN) |                           |                     |                     |
| 2003   | Josè Herrera (PP)             | Mario de Marco (PN)  | Alfred Sant (PP)            | Antoine Mifsud Bonnici (PN)  |                             | Austin Gatt (PN)          |                           |                           |                     |                     |
| 2008   | Josè Herrera (PP)             | Mario de Marco (PN)  | Alfred Sant (PP)            |                              | Luciano Musuttil (PP)       | Austin Gatt (PN)          |                           |                           |                     |                     |
| 2013   | Josè Herrera (PP)             | Mario de Marco (PN)  | Louis Grech (PP)            | Deo Debattista (PP)          | Claudio Grech (PN)          |                           |                           |                           |                     |                     |
| 2017   | Josè Herrera (PP)             | Mario de Marco (PN)  | Aaron Farrugia (PP)         | Deo Debattista (PP)          | Claudio Grech (PN)          |                           |                           |                           |                     |                     |
| 2022   | Keith Azzopardi Tanti (PP)    | Mario de Marco (PN)  | Aaron Farrugia (PP)         | Deo Debattista (PP)          | Darren Carabott (PN)        |                           |                           |                           |                     |                     |